# 이란 건국 2500주년 축제

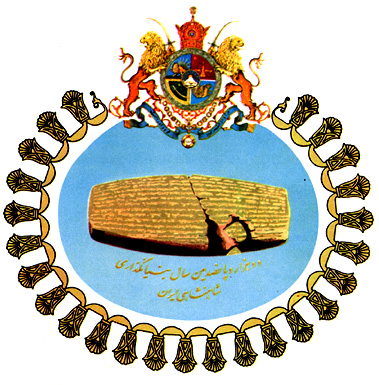
키루스 대왕의 원통형 점토(粘土) 도장이 축제 엠블럼의 가운데에 그려져 있다

이란 건국 2500주년 축제(이란 建國 二千五百週年 祝祭, 페르시아어: جشن‌های ۲۵۰۰ سالۀ شاهنشاهی ایران)는 1971년 10월 12일부터 10월 16일 사이에 거행된, 키루스 대왕에 의해 수립된 이란 군주제(페르시아 제국) 2,500주년을 기념하기 위한 화려한 축전(祝典)이다. 이 축제는 이란의 오랜 역사와 팔레비 왕조 치하 이란의 발전상을 과시하기 위한 목적이었다.
축제의 기획에는 10년 이상이 소요되었으며, 주요 행사는 시라즈 근교의 고대 유적 페르세폴리스에서 진행되었다. 따라서 시라즈의 공항과 페르세폴리스로 가는 고속도로의 건설이 진행되었다. 페르세폴리스에는 화려한 천막 도시가 가설(假設)되었으며, 그 주변의 뱀이나 해충들은 모두 제거되었다. 그 외에 파사르가다에(키루스 대왕의 묘)와 테헤란에서도 행사가 있었다.
페르세폴리스에 세워진 160 에이커(0.65km2) 면적의 천막도시는 파리의 인테리어 디자인 회사에 의해 계획되었는데, 1520년 프랑스의 프랑수아 1세와 잉글랜드의 헨리 8세가 만났던 금란진(金襴陣, Field of the Cloth of Gold)에서 영감을 받았다.

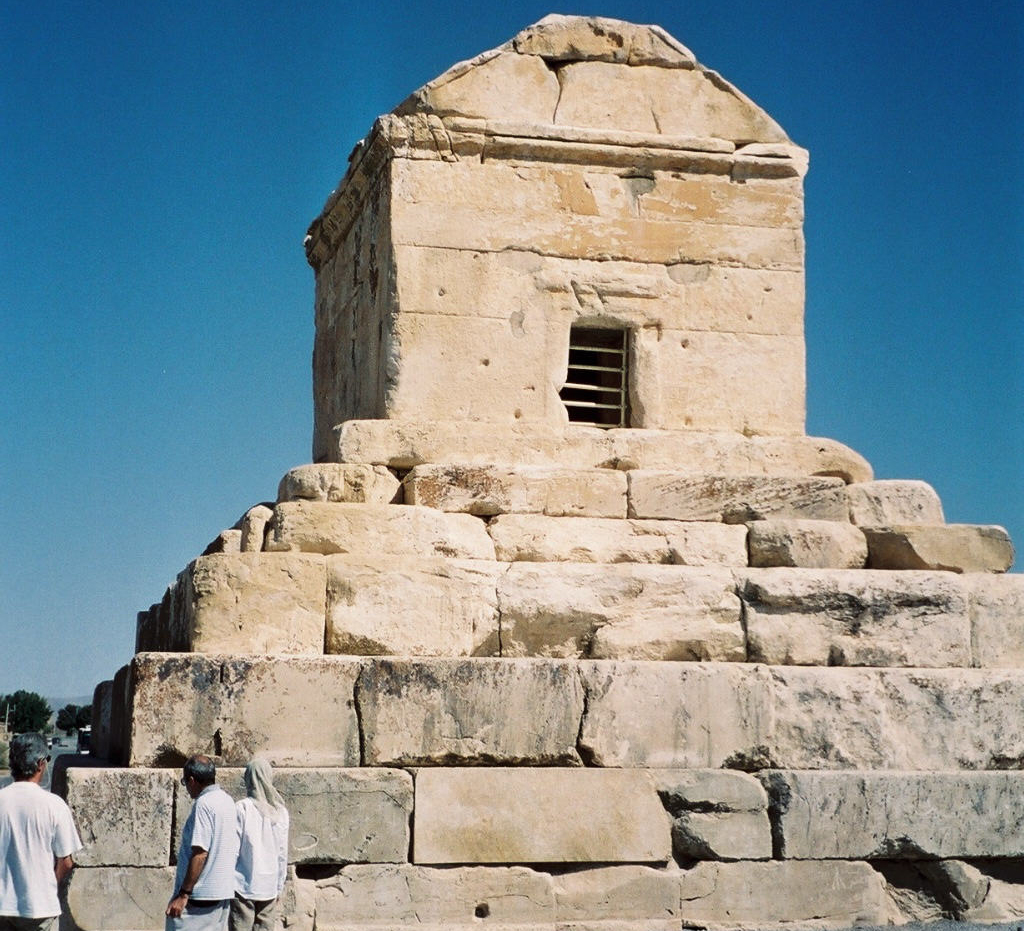
파사르가다에에 있는 키루스 대왕의 묘. 여기서 축제가 시작되었다

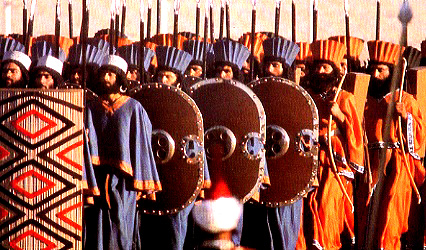
축제중에 묘사된 불사부대(不死部隊)

축제는 1971년 10월 12일, 샤와 황후가 파사르가다에의 키루스 대왕 영묘(靈廟)에서 그에 대한 경의를 표함으로써 개막되었다. 14일 저녁에는 황후의 생일을 맞아 대연회장에서 만찬이 베풀어졌는데, 60개국의 국왕과 대통령들이 모였다. 그리고 마지막 날, 샤는 이 행사를 기념할 목적으로 테헤란에 새로 건설된 샤햐드 탑(1979년 이후 아자디 탑)의 개관식(開館式)에 참석했다. 이 탑은 페르시아의 역사 박물관이기도 했다.

## 평가
- "이것은 그저 한 해를 위한 파티가 아니라, 스물다섯 세기(世紀)를 축하하는 것이다!" (오슨 웰스)[1]
- "악마의 축제다." (루홀라 호메이니)[1]

## 귀빈들

### 각국 황제, 국왕 및 왕족들
- 하일레 셀라시에 1세 에티오피아 황제
- 프레데리크 9세 덴마크 국왕 및 잉리드 왕비
- 보두앵 1세 벨기에 국왕 및 파비올라 왕비
- 후세인 1세 요르단 국왕 및 무나 왕비
- 마힌드라 네팔 국왕 및 라트나 왕비
- 올라프 5세 노르웨이 국왕
- 이사 빈 살만 알할리파 바레인 에미르
- 콘스탄티노스 2세 그리스 국왕 및 안나마리아 왕비
- 카부스 빈 사이드 알사이드 오만 술탄
- 모셰셰 2세 레소토 국왕
- 아프가니스탄의 압둘 왈리 칸 왕자와 빌키스 베굼 왕자비
- 툰쿠 압둘 할림 말레이시아 국왕
- 자예드 빈 술탄 알 나얀 아랍에미리트 대통령 겸 아부다비의 에미르
- 프란츠 요제프 2세 리히텐슈타인 공과 게오르기나 공비(公妃)
- 레니에 3세 모나코 공과 그레이스 공비(公妃)
- 장 대공과 조제핀샤를로트 대공비(大公妃)
- 네덜란드의 베른하르트 공
- 영국의 필립 공과 앤 공주
- 살리마 아가 칸 비(妃)
- 칼 구스타프 스웨덴 왕세자
- 후안 카를로스 스페인 왕자 및 소피아 왕자비
- 비토리오 에마누엘레 디 사보이아 前 이탈리아 왕세자 및 마리나 왕자비
- 일본의 다카히토(崇仁) 친왕 및 유리코(百合子) 친왕비
- 태국의 파누판 유콘 왕자
- 모로코의 물라이 압달라 왕자 및 라미아 왕자비
- 스와질란드의 마코시니 왕자
- 롤랜드 미치너 캐나다 총독
- 폴 해슬럭 오스트레일리아 총독

### 각국 대통령 및 총리
- 유고슬라비아의 요시프 브로즈 티토 대통령 및 영부인 요반카 브로즈
- 소련의 니콜라이 포드고르니 최고소비에트 의장
- 오스트리아의 프란츠 요나스 대통령
- 불가리아의 토도르 지프코프 대통령
- 핀란드의 우르호 케코넨 대통령
- 체코슬로바키아의 루드비크 스보보다 대통령
- 파키스탄의 야야 칸 대통령
- 레바논의 술레이만 프라니예 대통령
- 남아프리카 공화국의 야코부스 요하네스 푸셰 대통령
- 루마니아의 니콜라에 차우셰스쿠 및 영부인이자 제1총리 엘레나 차우셰스쿠
- 자이르의 모부투 세세 세코 대통령
- 대한민국의 김종필(金鍾泌) 국무총리
- 이탈리아의 에밀리오 콜롬보 수상
- 미국의 스피로 애그뉴 부통령
- 필리핀의 영부인 이멜다 마르코스

등 절대다수

## 같이 보기
- 기원 2600년 기념 행사 (1941년 일본)